# Эхдуиш, Эхдуиш
Эхдуиш Фараг Эхдуиш (араб. احتيوش فرج احتيوش‎; род. 1953) — ведущий ливийский хирург, профессор медицины и политик. Министр здравоохранения Высшего народного комитета Ливии (правительство Каддафи) с 1998 года по 24 февраля 2011 года. Он был одним из первых разработавших в Ливии лапароскопический метод лечения печени и желчевыводящих путей, панкреатито-хирургии и трансплантации органов.
Эхдуиш был директором Центральной больницы Триполи.

## Жизнь и семья
Эхдуиш вырос в семье политиков, его старший дядя был членом парламента страны, младший дядя был ливийским послом в Испании и Ираке, дед был племенным вождем.
Эхдуиш женился 16 сентября 1982 года. У него пять детей: два сына, три дочери. Все дети пошли по стопам отца.
Он хорошо учился в школе, окончил среднюю школу в возрасте 17 лет. Эхдуиш изучал медицину в университете Бенгази, где он получил диплом в 1979 году, получил степень магистра в 1986 году. кандидатскую степень в 1988 году. Также учился в Университете Загреба.
Эхдуиш начал свою карьеру в качестве хирурга в 1979 году в центральной больнице Триполи. Позже он был её директором с 1982 по 1983 годы.
Он служил в качестве президента университета Триполи с 1989 по 1990 годы и в это время он запретил университетским профессорам заниматься платным репетиторством для того, чтобы все студенты могут изучать науку в равной степени и бесплатно. Эхдуиш вел медицинский бюллетень.
Он был директором медицинского и исследовательского центра наркомании с 1990 по 1999 годы.
Эхдуиш провел первую в Ливии операцию по пересадке органов в 2003 году, когда он стал директором Национальной программы трансплантации. Он совершил более 350 операций по трансплантации органов. Эта программа, чьей главой он является, оказывает неоценимую поддержку больным.

## Его произведения
- «Принципы общей хирургии»
- «Трансплантация печени»
- «Трансплантация почек»
- «Этика трансплантации органов»

## Политическая карьера
Эхдуиш занимал посты:
- министра здравоохранения.
- начальника департамента охраны окружающей среды(EGA).

Ушел со всех постов 24 февраля 2011 года по политическим мотивам.
1.http://www.cofs.org/libya.htm Drs. Ehtuish and Budiani meet with team to plan study on concepts of deceased donation in Libya.
2.Al jazeera, Yousef al qaradawi- Dr. Ehtuish ehtuish- Organ transplant in islam http://www.aljazeera.net/channel/archive/archive?ArchiveId=1093846
3.Ehtuish Ehtuish (2011). Ethical Controversies in Organ Transplantation, Understanding the Complexities of Kidney Transplantation, Jorge Ortiz and Jason Andre (Ed.), ISBN 978-953-307-819-9, InTech, Available from: http://www.intechopen.com/articles/show/title/ethical-controversies-in-organ-transplantation
4.Orbital venous-lymphatic malformation: Role of imaging
Anuj Mishra, Khalifa Alsawidi,1 Ramadan Abuhajar,2 and Ehtuish F Ehtuish3 https://www.ncbi.nlm.nih.gov/pmc/articles/PMC2903921/